# Allée Eugénie-Niboyet
L'allée Eugénie-Niboyet est une large allée du quartier de Gerland située sur la rive gauche du Rhône dans le 7e arrondissement de Lyon, en France.

## Situation et accès
La rue débute rue Pré-Gaudry dans la zone des Girondins, à l'angle de la rue des Balançoires et aboutit rue Crépet, face au no 14.

## Origine du nom
Née Eugénie Mouchon le 11 septembre 1796 à Montpellier et morte le 6 janvier 1883 à Paris, Eugénie Niboyet est une écrivaine et journaliste française. Philanthrope protestante et militante des droits des femmes, elle est une figure importante du féminisme au XIXe siècle. Elle épouse en 1822 un avocat lyonnais, Paul-Louis Niboyet. Pour elle, le progrès social passe par l’émancipation des femmes. À Lyon en 1833, elle lance le premier journal féministe de province Le Conseiller des femmes. En 1836, elle crée un nouveau journal La Gazette des femmes ralliant à sa cause Flora Tristan entre autres. Elle fonde le premier quotidien français féministe La Voix des femmes, journal socialiste et politique, organe d’intérêt pour toutes les femmes.

## Histoire
L'allée Eugénie-Niboyet est une voie nouvelle achevée en 2017 appartenant à la ZAC des Girondins. Sa dénomination a été délibérée lors du conseil municipal du 4 juillet 2016. Ce choix montre la volonté de la municipalité lyonnaise de rééquilibrer la dénomination des lieux publics entre hommes et femmes et de mieux faire connaître certaines personnalités lyonnaises jugées importantes pour leur contribution à l'histoire.